# Sebastián Vitale
Sebastián Vitale (Córdoba, 18 de abril de 1979) es un actor, cantante y compositor argentino.
Con 15 años en el mundo del teatro, la música y la televisión. Comenzó su carrera profesional en Buenos Aires en el año 2000 participando en diferentes programas de TV: Videomatch, Susana Giménez, Trato Hecho y luego en Obras de Teatro como Aladdin, Cabaret, La Familia (Pimpinela), y muchas más. 
Viajó a la ciudad de Washington (EE. UU.) para actuar en la Obra Momia en el Clóset, lanzó un álbum de canciones de su propia autoría estilo rock&pop electrónico llamado Otra Vida en el año 2010. 
En cine, su debut fue en "El día que me amen" junto a Adrián Suar.
Participó en tiras televisivas como Viudas e hijos del Rock and Roll, Jake and Blake (Cris Morena Group) y Sos mi vida. 
Se destacó como cantante en el programa de TV Cantando 2012 junto a Silvina Escudero llegando a la final del Certamen, compitiendo contra La Mole Moli.
Tuvo un rol coprotagónico en la Obra de Éxito Teatral Y un día Nico se fue, de Osvaldo Bazán junto a Tomás Fonzi y Walter Quiróz, Marco Antonio Caponi y Germán Tripel. 
Sebastián también escribió la Obra Otra Vez el Puto Amor estrenada en el Complejo La Plaza y la serie Web Banaliza2, con gran impacto en las redes sociales. 
Asistió en la Dirección de la Obra Teatral "Nenucha" y escribió la obra teatral "Tan Iguales". 
Protagonizó la obra musical "Tiempos Relativos", como el hombre bestia. con Pepe Cibrian, Darío Barassi y dirección de Ricky Pashkus. 
Durante el año 2016 protagonizó Doña Rosita la soltera, dirigida por Hugo Urquijo, y protagonizada por Rita Cortese, Virginia Innocenti, Graciela Dufau y Arturo Bonín que se mantuvo en cartel durante un año en el teatro Regio.
Sebastián se suma en 2017 al elenco de Jekyll & Hyde el musical de Broadway en Argentina, que fue un éxito de taquilla. Protagonizado por Raúl Lavié, Melania Lenoir y Juan Rodó, entre otros.
Lanza su primera obra de teatro para público infantil, llamada Paso a Paso, un musical para crecer, que se estrenó en el teatro Border durante el mes de agosto de 2017. El elenco de la obra estaba compuesto por Lucas Velasco, Clara Lanzani, Manuel Di Francesco, Karina Hernández, Ana Laura López y Sebastián Vitale.
Este mismo año protagoniza la serieweb Papá X2, como "Eugenio", el padre viudo de dos niñas muy revoltosas: Mica (Valentina Goldzen) y Ema (Fiorela Duranda). La serie se realizó para las plataformas de Youtube e Instagram apuntada para niños y adolescentes.
Durante 2018, protagonizará a "el Sultán" en la comedia musical Aladin, será genial, en el teatro Gran Rex, junto a Darío Barassi, Fernando Dente y Julieta Nair Calvo.

## Infancia y adolescencia
Se crio en la ciudad de Córdoba, donde terminó los estudios universitarios como Licenciado en Administración de Empresas. Paralelamente Sebastián estudiaba actuación y canto desde los 12 años de edad.
- Datos: Q20990935